# Trận Gross-Jägersdorf
Trận Gross-Jägersdorf là một trận đánh trong cuộc Chiến tranh Bảy năm ở châu Âu,, đã diễn ra vào ngày 30 tháng 8 năm 1757 trong cuộc tấn công Đông Phổ lần đầu tiên của quân đội Nga hoàng. Trong trận chiến này, với ưu thế áp đảo về mặt quân số, quân đội Đế quốc Nga dưới quyền chỉ huy của Nguyên soái Stepan F. Apraksin đã giành chiến thắng vang dội trước các cuộc tấn công không được phối hợp tốt của quân đội Phổ dưới sự chỉ huy của Thống chế Hans von Lehwaldt, chỉ 2 tháng sau thất bại của nhà Vua Friedrich II của Phổ (Friedrich Đại đế) trước quân đội Áo Habsburg trong trận Kolín. Trận đánh đã đem lại thiệt hại nặng nề cho cả hai phe tham chiến, và buộc người Phổ phải triệt thoái. Chiến thắng của quân Nga tại Gross-Jägersdorf đã khiến cho quân Phổ bắt đầu phải nể phục trước khả năng chiến đấu của họ – điều này sẽ còn tăng thêm trong trận Zorndorf (1758) và trận Kunersdorf (1759). Trận đánh cũng chứng tỏ ưu thế của lực lượng Pháo binh Nga so với đối phương. Tình hình cho thấy là con đường đến Berlin của quân đội Nga đã rộng mở, và Apraksin có thể sẽ đánh chiếm toàn bộ vùng Đông Phổ. Mặc dù vậy, người Nga đã không thể khai thác chiến quả của mình.
Sau khi chiếm được Memel (tại Litva ngày nay) vào đầu tháng 7 năm 1757, quân đội Nga do Apraksin chỉ huy đã tiến vào Đông Phổ. Các lực lượng của ông đã vượt sông Pregel gần làng Gross-Jägersdorf. Mặc dù đội quân Phổ dưới quyền của Von Lehwaldt bị áp đảo nặng nề về mặt quân số, ông hiểu những huấn lệnh của Friedrich Đại đế theo một cách táo bạo, và quyết định tiến công đối phương. Nhận thấy quân Nga kéo dài chiến tuyến của mình trên hơn 3,22 km từ hướng tây bắc tới đông nam, quân Phổ công kích địch thủ từ phía đông nam. Trong khi lực lượng kỵ binh Phổ đánh thốc vào 2 bên sườn của Nga, quân bộ binh Phổ tiến thẳng vào khu rừng ở trung tâm. Trong khi người Nga gấp rút khai triển các đội hình đang hành quân vào trận tuyến, có nguy cơ là quân Phổ sẽ đột phá một tuyến thưa thớt của quân Nga rồi sau đó bao vây và tiêu diệt từng đơn vị riêng biệt. Người Phổ đã bắt được tướng Lopukhin của Nga. Nhưng rồi, tướng Pyotr A. Rumyantsev đã tập hợp các trung đoàn của trung quân Nga, đánh bật quân bộ binh Phổ ra khỏi rừng bằng một đòn tấn công quyết liệt và chấm dứt hoàn toàn khả năng thắng trận của quân Phổ. Hệ thống phòng ngự chặt chẽ của quân Nga, với hỏa lực pháo binh và quân số áp đảo, đã buộc Lehwaldt phải từ bỏ.
Quân đội Phổ đã triệt thoái trong trật tự tốt về doanh trại, và không bị quân đội Nga truy kích. Đây là thắng lợi đầu tiên của Nga trong cuộc chiến tranh. Song, sau trận đánh, Apraksin đã chấm dứt bước tiến của mình và rút quân về nghỉ đông do hệ thống hậu cần yếu kém, dịch bệnh lan tràn và tổn thất nặng nề của quân Nga trong trận Gross-Jägersdorf. Điều này cũng có động cơ chính trị: Aspraksin nhận thấy Nữ hoàng Elizaveta của Nga đã lâm trọng bệnh và không muốn đụng chạm với Nga hoàng tương lai Pyotr III – một người rất ngưỡng mộ Friedrich Đại đế của Phổ.